# Frières-Faillouël
Frières-Faillouël település Franciaországban, Aisne megyében. Lakosainak száma 976 fő (2022. január 1.). Frières-Faillouël Flavy-le-Martel, Jussy, Mennessis, Tergnier, Villequier-Aumont és Viry-Noureuil községekkel határos.

## Népesség
A település népességének változása:
| Lakosok száma | 660  | 635  | 775  | 851  | 1006 | 1007 | 998  | 983  | 981  | 976  |
|               | 1968 | 1982 | 1990 | 2006 | 2013 | 2015 | 2017 | 2019 | 2020 | 2022 |